# Torfkraftwerk Rühler Moor

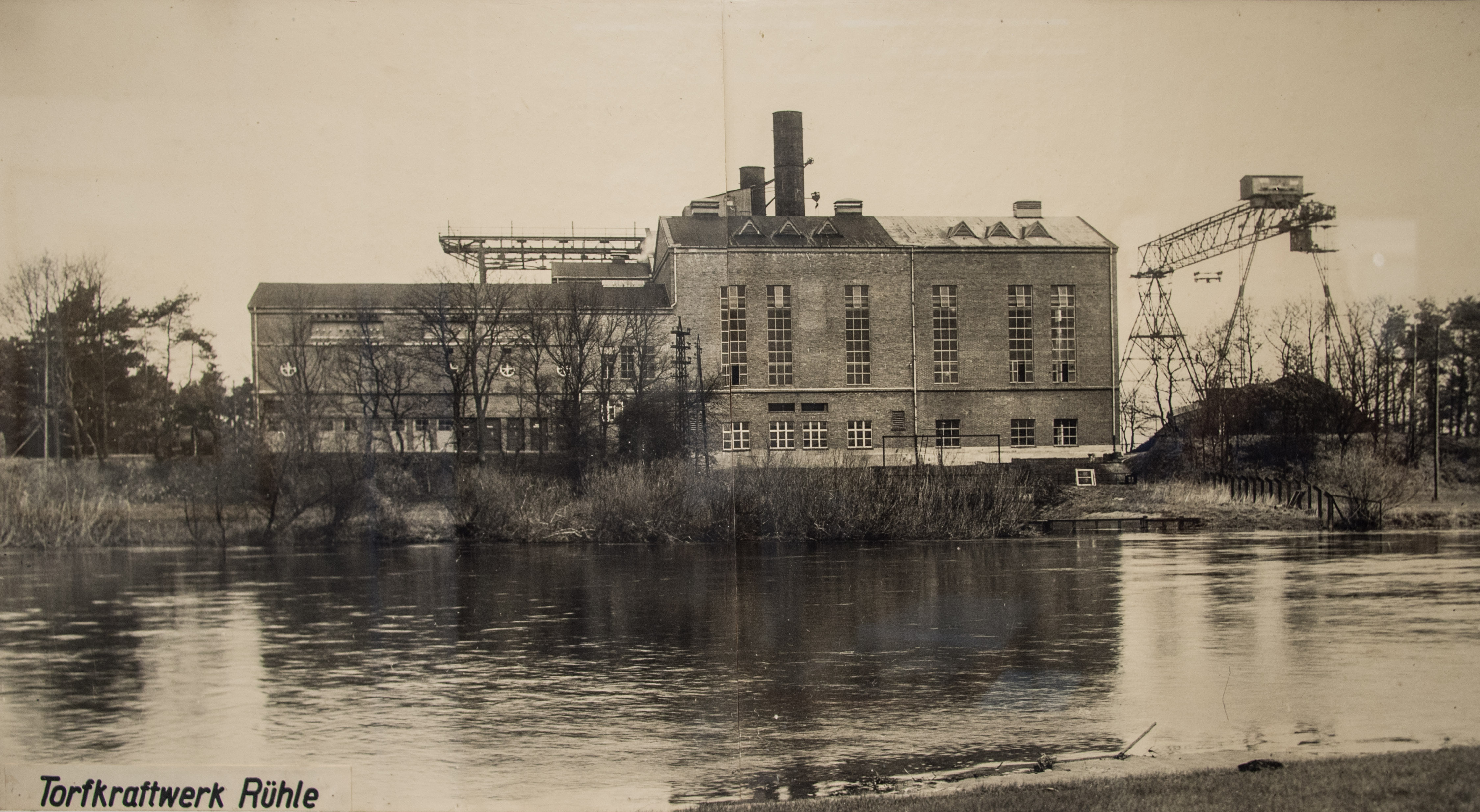
Das Torfkraftwerk Rühler Moor in den 1930er Jahren

Das Torfkraftwerk Rühler Moor befand sich an der Ems südlich von Rühle in Niedersachsen. In ihm wurde von 1926 bis 1974 aus der Verbrennung von im Umland gewonnenen Torf Strom erzeugt. Es war eines der beiden früheren Torfkraftwerke in Deutschland.
Ab 1900 begannen privatwirtschaftlich betriebene Gesellschaften mit dem Torfabbau auf deutscher Seite des Bourtanger Moores. Da sich auf Grund der steigenden Bedeutung von Steinkohle kaum noch Schwarztorf als Brennstoff absetzen ließ, konnte nur mit der Vermarktung von Weißtorf ein ausreichender Gewinn erzielt werden. Die Gesetzgebung sah aus bodentechnischer Sicht Abtorfungsgenehmigungen für Weißtorf nur dann vor, wenn auch die Verwertung des Schwarztorfes sichergestellt war. Nur so war eine landwirtschaftliche Folgenutzung des Bodens sichergestellt.
In diesem Kontext steht der Bau des Torfkraftwerkes Rühler Moor in den Jahren 1924 bis 1926, der in schwierigen Zeiten Kapital in der Region band und viele Arbeitsplätze langfristig sicherte. Betreiber waren die Heseper Torfwerke. Das Kraftwerk verbrannte den in der Region abgebauten bis zu 20 m mächtigen Schwarztorf und produzierte mittels der beiden Dampfturbinen zunächst etwa 6600 kW Strom; er wurde über eine Freileitung zu der Niedersächsischen Kraftwerke AG nach Nordhorn geliefert. Die Anlage bestand aus dem Maschinenhaus mit der Turbinenhalle‚ dem Umspannwerk, der Werkstatt, dem Pumpenhaus an der Ems und einem Torflagerplatz mit Krananlage. Die Gebäude wurden in den Jahren 1952/1954 um- bzw. ausgebaut, die technischen Anlagen wurden verbessert. Die Anlieferung des Schwarztorfes als Brennmaterial erfolgte mit der Feldbahn der Klasmann-Werke, von deren Strecke zwischen dem Torfwerk bei Groß Hesepe und dem Emshafen Meppen 1924 ein Abzweig zum Kraftwerk erbaut wurde. Nach der Einstellung der Weißtorfverladung in Meppen im Jahr 1970 diente der Streckenast nur noch der Versorgung des Kraftwerkes bis zu seiner Stilllegung.
Im März 1974 wurde das Kraftwerk auf Grund des schlechten Wirkungsgrades außer Betrieb genommen. Wenig später wurde die Gebäudegruppe abgerissen. Heute erinnert die Straße „Am Kraftwerk“ in Rühle an den ehemaligen Standort. Die Geschichte des Kraftwerkes ist im Emsland Moormuseum dokumentiert.